# André Leclercq
André Leclercq  né le 26 décembre 1946 à Migné-Auxances (Vienne) est un enseignant fortement engagé au service du mouvement sportif et du monde associatif.

## Biographie
André Leclercq né le 26 décembre 1946 obtient le baccalauréat mathématiques élémentaires en 1967 puis intègre l’École normale de Lille où il obtient le certificat d’aptitude au professorat d’enseignement général de collège en mathématiques, physique et technologie en 1973.
C'est en tennis de table dans un patronage de Lille, l'Amicale de la raquette lilloise, qu'il fait ses débuts sportifs avant de se consacrer au volley-ball dans le cadre du Lille Université Club (LUC) à partir de 1963.
André Leclercq est marié et père de trois enfants.

### Activité professionnelle
Il est professeur de mathématiques et sciences physiques au collège de Wattignies du 11 septembre 1973 au 31 août 1984 puis détaché au Ministère de la jeunesse et des sports du 1er septembre 1984 au 31 décembre 1998. Pendant ce temps, il est membre du Centre lillois de recherche en analyse du sport de l’Université de Lille III de 1977 à 2002 où il est chargé de cours dans la section sport, culture et sciences humaines jusqu'en 1998. En 1995 il soutient sa maîtrise en sciences et techniques des activités physiques et sportives (STAPS), option management du sport à l'Université de Lille II.
Réintégré à l'éducation nationale à compter du 1er janvier 1999, il est mis à la disposition du rectorat de l’académie de Lille le 20 mars 2000 comme chef de projet du Réseau régional de recherche sur le sport au pôle universitaire européen de Lille Nord-Pas de Calais jusqu'à la fin de sa carrière professionnelle. Retraité de l’Éducation nationale depuis le 1er janvier 2007, André Leclerq poursuit une activité pédagogique et scientifique dans ses domaines de compétence. Il est :
- président du centre régional d'innovation et de transfert de technologie (CRITT) Sport Loisirs de Châtellerault[N 1] de 1989 à 2011 puis président d'honneur [2] ;
- membre titulaire du Conseil supérieur des programmes (CSP) de 2013[3] à 2015.

### Engagements sportifs
Depuis 1978 il est président ou vice-président de diverses entités sportives nationales :
- président du comité régional olympique et sportif (CROS) du Nord-Pas de Calais de 1978 à 1984 ;
- entraîneur, arbitre, dirigeant de 1972 à 1981, il accède à la présidence de la ligue des Flandres de volley-Ball de 1975 à 1980 puis à celle de la Fédération française de volley-ball (FFVB) de 1984 à 1994. À ce titre il préside le comité d’organisation du championnat du monde masculin en France en 1986 ;
- vice-président du Comité national olympique et sportif français (CNOSF) de 1985 à 2013[5] ;
- président (et fondateur) de l'Académie nationale olympique française (ANOF) de 2001 à 2009 puis président d’honneur ;
- vice-président du Comité français Pierre-de-Coubertin (CFPC) de 2013 à 2017 puis président à partir de 2017.

### Autres fonctions
Dans les domaines économique et social il exerce différentes responsabilités : 
- membre du Comité économique et social régional (CESR) du Nord-Pas-de-Calais de 1978 à 1986 ;
- président de la Conférence permanente des coordinations associatives (CPCA) en 1998 puis en 2011-2012[7],[8] ;
- vice-président du Conseil national de la vie associative (CNVA) de 2000 à 2006 ;
- membre du Conseil économique, social et environnemental nommé par décret de 2004 à 2015 au titre de la cohésion sociale, territoriale et vie associative sur proposition du CNVA[9] :
  - président du Groupe des associations et
  - vice-président de la Section des affaires économiques.
- membre du conseil d’administration de la Fondation du sport français Henri Sérandour de 2011 à 2015.

## Mandats internationaux
André Leclercq est : 
- administrateur de la Fédération internationale de volley-ball (FIVB) de 1986 à 2012[4] ;
- président d’honneur fondateur de l’Association francophone des académies olympiques depuis 2009.

## Publications
André Leclercq est intervenu dans de nombreux colloques et a contribué et/ou dirigé divers ouvrages collectifs :
- L'évolution actuelle du mouvement sportif in Sports et sciences 1979, Paris, Vigot, pp. 21-34 ;
- La dimension politique du dirigeant sportif in Sports et sciences 1980, Paris, Vigot, pp. 49-52 ;
- De la vraie nature du sport (Essai de déduction générale des catégories sportives), Ouvrage collectif du Centre lillois de recherche en analyse du sport, Paris, Vigot, 1985, 84 p ;
- Sport et société : analyse du partage des pouvoirs in revue Après-demain n° 343-344, Paris, avril-mai 1992, pp. 19-21 ;
- Sport, olympisme et politique(coauteur) in Pour un humanisme du sport, ouvrage collectif du groupe de recherche du C.N.O.S.F. (réuni de 1990 à 1993 sous la présidence de Bernard Jeu puis de Yves Pierre Boulongne), Paris, coédition CNOSF - Revue E.P.S, 1994, pp. 145-149 ;
- Le sportif, le philosophe, le dirigeant (codirecteur): in honorem Bernard Jeu, Presses universitaires de Lille, coll. UL 3, 1993, 284 p ;
- Légendes, mythologies, histoire et imaginaire sportif (codirecteur) (actes des Journées d'études Bernard Jeu, Université de Lille 3, novembre 1993), Villeneuve d’Ascq, Presses de l’Université Charles-de-Gaulle - Lille 3, 1995, 303 p ;
- Jeux olympiques et olympisme - L’esprit d’excellence, (coauteur) revue Textes et documents pour la classe n° 713, Paris, Centre national de documentation pédagogique, avril 1996, 40 p ;
- Femmes et Sport (avec Dominique Petit, Monique Finas-Reille et Sylvie Lagarrigue), film réalisé par Yves Briant (INSEP) ; co-production M.J.S./CNOSF, 2000, 26 min ;
- Où va le sport ? Selon Lucien Dubech, in Regards sur le sport. Hommage à Bernard Jeu, Jean-Marc Silvain et Noureddine Séoudi (Textes réunis par), collection UL3, édition du Conseil scientifique de l’Université Charles-de-Gaulle - Lille 3, Villeneuve d’Ascq, 2002, pp. 29-47 ;
- Le sport au service de la vie sociale, avis et rapports du Conseil économique et social, journal officiel du 18 avril 2007, 240 p. ;
- La course du tiercé selon Homère in actes du colloque Jeu et enjeu culturels du sport  (Cercle Bernard Jeu, Archives nationales du monde du travail à Roubaix, 12 et 13 novembre 2009), Paris, Atlantica, 2011, pp. 39-50 ;
- Sport et métaphores, in Actes du colloque Le langage des sports : identité et typologie tenu le 17 novembre 2011 à l'Université de la Sorbonne, Société française de terminologie, Le savoir des mots N° 9, Paris 2012, pp. 119 à 123.
- Le sport a aussi ses Humanités in Le sport au service de l'éducation et des connaissances, actes du colloque du Comité français Pierre de Coubertin à l’université de Poitiers les 11 et 12 novembre 2015, Editions EPS, 2016, pp. 109-122.

## Distinctions
André Leclercq est :
- Chevalier de la Légion d'honneur (31 décembre 2002) ;
- Officier de la Légion d'honneur (27 mars 2016)[10] ;
- Chevalier de l'ordre national du Mérite (23 décembre 1989) ;
- Chevalier de l'ordre des Palmes académiques (19 novembre 1982) ;
- Médaille de la jeunesse, des sports et de l'engagement associatif, or (1990).

André Leclercq est également titulaire de :
- la médaille d'or du Mérite philanthropique en 1978 ;
- la médaille d'or de la Fédération française de volley-ball en 1984 ;
- la médaille de vermeil de la Ville de Paris en 1986 ;
- prix de l'éthique du Comité international olympique (CIO) en 1998 ;
- la médaille Pierre-de-Coubertin du CIO décernée le 5 novembre 2021 par Thomas Bach[11].

## Hommages
Le 23 juin 2022, il est nommé citoyen d’honneur de la ville de Wattignies.